# El Molino (Rosales)
El Molino es una localidad del estado mexicano de Chihuahua. Es parte del municipio de Rosales.

## Demografía
| Gráfica de evolución demográfica |
|                                  |

| Censo | Población |
| ----- | --------- |
| 1910  | 382       |
| 1921  | 396       |
| 1930  | 226       |
| 1940  | 358       |
| 1950  | 647       |
| 1960  | 836       |
| 1970  | 1 137     |
| 1980  | 1 314     |
| 1990  | 1 785     |
| 2000  | 1 854     |
| 2010  | 2 191     |
| 2020  | 2 148     |